# On the Way to the Sky
On the Way to the Sky è il quattordicesimo album discografico in studio del cantante statunitense Neil Diamond, pubblicato nel 1981.

## Tracce
Lato 1
1. Yesterday's Songs – 2:51 (Neil Diamond)
2. On the Way to the Sky – 3:47 (Neil Diamond, Carole Bayer Sager)
3. Right By You – 3:37 (Neil Diamond, Richard Bennett, Doug Rhone)
4. Only You – 4:39 (Neil Diamond, Tom Hensley, Alan Lindgren)
5. Save Me – 3:23 (Neil Diamond)
6. Be Mine Tonight – 2:39 (Neil Diamond)

Lato 2
1. The Drifter – 4:55 (Neil Diamond)
2. Fear of the Marketplace – 4:18 (Neil Diamond)
3. Rainy Day Song – 4:31 (Neil Diamond, Gilbert Bécaud)
4. Guitar Heaven – 3:37 (Neil Diamond)
5. Love Burns – 3:45 (Tom Hensley, Alan Lindgren)

## Classifiche
- Billboard 200 - #17[1]